# District de Dijon
Le district de Dijon est une ancienne division territoriale française du département de la Côte-d'Or de 1790 à 1795.
Il est composé des cantons de Dijon, Arc sur Tille, Binges, Fleurey, Genlis, Gevrey, Lantenay, Messigny, Mirebeau, Nuits, Plombieres, Pontailler, Quemigny, Rouvre, Saint Julien, Savouges, Talmay et Vergy.
Un district de Dijon a aussi existé de 1976 à 1999. À la suite d’évolutions successives, ce district est devenu Dijon Métropole.